# Kontrasignering
Kontrasignering eller kontrasignatur (latin contra, emot, bredvid, och signare, teckna) är en eller flera kompletterande underskrifter på en redan underskriven handling, som därigenom kommunicerar något om handlingens tillkomst, förankring eller legalitet.

## Sverige
I statliga myndigheter undertecknas myndighetsbeslut och andra handlingar normalt av beslutsfattaren, det vill säga myndighetschefen eller en delegat för denna. I kommunala och regionkommunala myndigheter är beslutsfattaren ofta ett kollektiv i form av en politisk församling, och företräds då normalt av en politiskt vald eller tillsatt ordförande. Samtliga sådana handlingar kontrasigneras normalt av ytterligare minst en person, kallad kontrasignant.
Kontrasignanten är vanligen en tjänsteman i organisationen som varit föredragande vid beslutet, handlagt ärendet eller ska verkställa beslutet. Kontrasignaturen kan ses som ett intyg av att handlingen stämmer överens med det beslut som fattades, jämför justering. Däremot är kontrasignanten inte nödvändigtvis ansvarig för beslutets innehåll, det beror på om hen deltagit i själva beslutet.
Det finns inga krav i förvaltningslagen på vare sig underskrift eller kontrasignatur; däremot ska beslutsfattare, föredragande och vilka övriga personer som medverkat när beslutet fattades framgå.